# Iluzja (film 2004)
Iluzja (oryg. Илузија / Iluzija, inny tytuł: Mirage) – film fabularny produkcji macedońskiej w reżyserii Svetozara Ristovskiego.

## Opis fabuły
Akcja filmu rozgrywa się w okresie transformacji ustrojowej w Wełesie. 12-letni Marko dojrzewa w rodzinie, której członkowie stają się dla siebie coraz bardziej obcy. Ojciec popada w alkoholizm, matka traci kontakt z rzeczywistością, siostra Marka jest egoistką, która troszczy się tylko o siebie. Jedynym wsparciem dla Marko staje się nauczyciel, który zachęca go, aby pisał wiersze, bo to jedyny sposób, aby wyrwał się ze swojego otoczenia. Jednak poezja dla młodego człowieka okazuje się mniej atrakcyjna niż rówieśnicy, którzy wciągają Marko na drogę przestępstwa.

## Obsada
- Marko Kovačević – Marko
- Dančo Čevrevski – Sąsiad
- Vlado Jovanovski – Lazo / ojciec Marka
- Elena Mosevska – Angja / matka Marko
- Slavica Manaskova – Fanny / siostra Marko
- Mustafa Nadarevic – nauczyciel
- Martin Jovcevski – Levi
- Nikola Hejko – Czernobyl
- Kiril Gravcev – Grafcze
- Todor Jonovski – Lefko
- Ivica Mackinoski – Cviker
- Marija Sikalovska – Jasmina
- Ivica Bojkovic – Urko
- Ivica Barbarelov – Kobra
- Ivan Spasov – Romeo
- Bojanco Dimovski – Mottic
- Boban Krstevski – Hitler
- Dejan Acimovic – Blashko
- Petar Mirčevski – Policjant
- Kiril Milenkov – właściciel salonu bingo

## Nagrody
- Festiwal Filmowy w Anchorage 2005
  - nagroda dla najlepszego filmu
- Międzynarodowy Festiwal Filmowy w Avanca 2006
  - Nagroda Kinematografii
  - nagroda za najlepszy film
  - nagroda dla najlepszego aktora (Marko Kovacevic)